# 正義聯盟：兩面夾擊
《正義聯盟：兩面夾擊》（英語：Justice League: Crisis on Two Earths）是一部2010年錄影帶首映的動畫超級英雄電影，由DC漫畫製作。內容主要是敘述兩個地球之間的橋樑，旨在為當時的正義聯盟電視動畫系列和當時即將到來的續集系列《無限正義聯盟》的描述，因腳本碰撞的緣故使得沒有製作成長篇電視劇。票房為520萬美元。

## 劇情
故事是發生於在與超人等人不相同的第三地球中，此平行世界的地球的超能力者皆為反派，惡勢力罪惡聯盟統治著美國，連政府也不敢對付他們。而第三地球的正義聯盟成員僅剩雷克斯·路瑟、小丑一同闖進敵人總部中偷走了時空轉移器，但小丑為了雷克斯留下阻擋罪惡聯盟成員們的追擊與傑德·賈克斯和手下血鷹同歸於盡，而雷克斯逃離第三地球至第一地球向正義聯盟求救。此時的第一世界的正義聯盟成員們正為了整修基地而忙於工作，在超人等人聽到第三地球的雷克斯的請求時本來有些懷疑，但在經過確認和討論後超人、神奇女俠、綠光戰警、閃電俠與火星獵人決定起身前往第三地球，而蝙蝠俠因擔憂這裡的安全而選擇獨自留守基地。
到達第三地球的敵人基地後，六人便開始迎戰貓頭鷹俠、魔超女與其數名手下（第一地球皆為正義一方），經過一番空中的大亂戰後六人取得了勝利。之後超人等人到了第三地球小丑的基地擬定計畫，超人和雷克斯便決定一同前去對抗魔超人，原本一度被敵人壓制但因雷克斯的氪石而使魔超人敗給了兩人。而其他四人則是利用晚上襲擊在碼頭邊整貨的高速強尼和手下們，又再次取得勝利，高速強尼隨即逃走後威力戒指察覺正義聯盟襲擊了港口時回去通報組織。另一方面敗北的魔超人被史萊德總統釋放，因此不甘心的超人等人前去找美國總統，但被打了回票。總統女兒是個經常演講來帶領人民推翻罪惡聯盟的人，她認為父親原本應是位無所畏懼的英雄，但卻因罪惡聯盟的壓迫而變得懦弱，火星獵人表示總統正因為了解生命的可貴才會如此，之後火星獵人自願成為她的保標，但也使兩人陷入愛河。
另一方面貓頭鷹俠和魔超女正為了製造武器量子本態炸彈而忙碌，想利用其炸彈統治宇宙，實際上貓頭鷹俠是要用量子本態炸彈引爆在第一顆地球，企圖將所有的平行地球都毀滅，但這件事其他人都不知道。接著魔超女帶著三名實力強壯的手下到達第一地球的正義聯盟基地取回另一個被雷克斯偷走的時空轉移器，在瞭望塔上與蝙蝠俠和援兵水行俠、黑金絲雀、黑閃電、紅色旋風、火風暴展開激戰。在黑閃電們擊敗完其三位手下後，蝙蝠俠正獨自和魔超女交手，面對具有強大力量的魔超女蝙蝠俠處於下風，最後蝙蝠俠利用了技巧昏迷了對手，並也到第三地球向同伴們聯繫。
在查到罪惡聯盟的所在地後正義聯盟和雷克斯一行人（火星獵人並無同行）便帶著用鋼筋困住的魔超女前往，利用綠光戰警的能力一行人很快的闖入敵營，罪惡聯盟便放下手邊的工作上前迎戰。雙方皆和各自的對應敵人戰鬥到一半時，貓頭鷹俠完成了量子本態炸彈並直接連同自己一起傳送到第一顆地球上，此時魔超人等人才發現貓頭鷹俠的行為有些不太對勁雙方因此停止了戰鬥。魔超女雖然連忙解釋但還是無效，雷克斯並表示需要有人的高速移動來使蝙蝠俠啟動傳送門到達那裡，蝙蝠俠認為閃電俠的極限恐怕無法達成時高速強尼便自告奮勇表示他可以，蝙蝠俠因此成功到達貓頭鷹俠所在的荒野星球，兩人展開決戰。雖然貓頭鷹俠幾乎佔上優勢，但在引爆的倒數計時將近啟動時被蝙蝠俠用繩索困住，蝙蝠俠同時將炸彈傳送到幾千年後的地球，蝙蝠俠逃離後貓頭鷹俠表示「無所謂」而放棄停止系統，貓頭鷹俠就此死亡。阻止行動成功後高速強尼因高速移動的影響而衰老致死。之後威爾遜總統和美國軍隊員逮捕了剩下的魔超人、魔超女和威力戒指等餘黨，總統相當感謝正義聯盟的各位，離開前火星獵人和總統女兒相吻表示告別。回到第一地球基地後神奇女俠帶走了貓頭鷹俠的隱形飛機作為戰利品，蝙蝠俠和超人露出輕鬆的表情迎接還在基地的水行俠等五位英雄，事件就此落幕。

## 演員
| 配音員               | 角色                                       | 角色介紹 |
| 馬克·漢蒙            | 超人（Superman）                           | 美國正義聯盟行動的核心英雄。擁有各方面的超級能力，屬於一個完美形象。當危機發生時就會換裝出動，人們不可或缺的支柱。 |
| 威廉·鮑德溫          | 蝙蝠俠（Batman）                           | 穿著黑色蝙蝠裝的超級英雄。沒有超能力，擅長以研各訓練而出的武術、槍以外的武器打擊犯罪。成功將炸彈傳送到幾千年後的地球，阻止了炸彈的爆炸。 |
| 凡妮莎·馬歇爾        | 神奇女俠（Wonder Woman）                   | 女性超級英雄。具有神力外還擅長用繩索等軍備戰鬥，常用神奇的繩套與手鐲。 |
| 喬希·基頓            | 閃電俠（Flash）                            | 具有高速行動能力的英雄。第三代閃電俠。快速足以超越超人，又稱「紅衣跑者」。 |
| Nolan North          | 綠光戰警（Green Lantern）                  | 活躍於綠燈軍團的人類綠燈俠。能以來自外星的能量戒指製造各種武器戰鬥，應用性高。 |
| 喬納森·亞當斯        | 火星獵人（Martian Manhunter）              | 是出生於火星的外星英雄。可飛行、快速移動，還具有隱身、讀心、轉為靈魂狀態等強大能力。 |
| 布魯斯·戴維森        | 史萊德·威爾森總統（PresidentSlade Wilson） | 左眼配戴單眼罩的美國總統（在第一地球中是右眼戴著眼罩）。因不想危害國家人民而不理會罪惡聯盟，試圖達到平衡。 |
| Cedric Yarbrough     | 黑閃電（Black Lightning）                  | 超能力是放電的英雄。 |
| Cedric Yarbrough     | 火風暴（Firestorm）                        | 超能力是控制物體元素和烈焰的英雄。 |
| 克里斯·諾斯          | 雷克斯·路瑟（Lex Luthor）                  | 來自第三地球，穿著金色盔甲的昔日正義聯盟英雄。到第一地球的正義聯盟求助擊敗罪惡聯盟。 |
| James Patrick Stuart | 小丑（The Jester）                         | 來自第三地球的小丑。持著的手杖可噴出強酸。開場為了掩護雷克斯而與敵人同歸於盡。 |
| Freddi Rogers        | 羅絲·威爾森（Rose Wilson）                 | 美國總統的女兒。藉由到處演講想讓人民團結起來擊退罪惡聯盟。喜歡火星獵人。 |
| Brian Keith Bloom    | 魔超人（Ultraman）                         | 罪惡聯盟的主要領導人之一。第三地球的超人。特徵是穿著深藍色帶有金邊的衣裝和外紅內金的斗篷，胸前有「U」的標誌，蓄著黑眼圈，留著平頭的男人超能力相當強大，有與超人相反的殘暴性格。弱點是藍色氪石。被超人、雷克斯·路瑟（第三地球）打倒後再度被總統釋放。在基地決戰中和超人展開激烈對戰，但在察覺貓頭鷹俠的異樣行為而停止戰鬥。最後被政府逮捕。 |
| 姬娜·托莉絲          | 魔超女（Superwoman）                       | 罪惡聯盟的主要領導人之一。第三地球的神力女超人。特徵是褐色肌膚，留著中開的瀏海，綁有黑色長馬尾。仰慕著貓頭鷹俠。一度壓制蝙蝠俠，但在中了對方的麻痺毒氣下被正義聯盟挾持一段時間。最後在決戰中敗給了神力女超人。最後被政府逮捕。 |
| 詹姆斯·伍德          | 貓頭鷹俠（Owlman）                         | 罪惡聯盟的主要領導人之一。第三地球的蝙蝠俠。特徵是穿戴著有貓頭鷹形象的灰色盔甲和披風。致力研發量子本態炸彈並引爆在第一顆地球，企圖將所有的平行地球毀滅。貓頭鷹俠在完成炸彈後獨自將它傳送到荒野地球上，並和蝙蝠俠展開對決。最後被前者用繩索困在炸彈上，此時貓頭鷹俠原想停止炸彈，不過卻放棄解除引爆而死在自己的炸彈。 |
| James Patrick Stuart | 高速強尼（Johnny Quick）                   | 罪惡聯盟的主要領導人之一。第三地球的閃電俠。特徵是黃色連身衣，衣服中央有圓圈掛閃電的標誌，橙色豎天頭，戴著黑色護目鏡。有急性子的性格，和其宿敵一樣有相當快的速度。在決戰中敗給了閃電俠，最後為了阻止貓頭鷹俠將在第一顆地球引爆炸彈而自願前去高速移動重新啟動傳送門讓蝙蝠俠進入阻止貓頭鷹俠（原本是閃電俠想向前啟動傳送門，但被蝙蝠俠阻止，蝙蝠俠聲稱他知道閃電俠的極速，高速強尼出來自告奮勇），成功後不斷高速移動的高速強尼無法停止高速移動，變成了白髮衰老的模樣，並指出其實蝙蝠俠是因為早就知道這個結果才藉故阻止自己同聯盟的閃電俠做這件事情，點出了蝙蝠俠的腹黑，但在得知計畫成功後，高速強尼帶著微笑斷了氣。 |
| 諾蘭·諾斯            | 威力戒指（Power Ring）                     | 罪惡聯盟的主要領導人之一。第三地球的綠燈俠。特徵是黑色眼面具，穿著深綠色的盔甲衣，留著向後梳的黑髮，和綠燈俠比起來較為強壯。擁有能量戒指的力量。在察覺正義聯盟襲擊了港口時回去通報組織。最後在和綠燈俠決戰時因察覺貓頭鷹俠將炸彈送走的舉止而停止戰鬥。最後被政府逮捕。 |
| 無                   | 傑德·賈克斯（J'edd J'arkus）               | 罪惡聯盟的主要領導人之一。第三地球的火星獵人。特徵是深綠色皮膚，反白的眼睛和寬嘴，長有四隻手臂，佩戴金色護環的火星人。在和鷹女俠（第三地球）一同阻擋盜取量子發動器的小丑（第三地球）時，不料被對方的戲敵炸彈炸死。 |
| 無                   | 血鷹（Blood Eagle）                        | 罪惡聯盟的次要成員。第三地球的鷹俠。在用一把太陽般的劍刺入胸口使盜取量子發動器的小丑（第三地球）重傷逼共時，不料被對方的戲敵炸彈炸死。 |
| Jim Meskimen         | 赤箭俠（Red Archer）                       | 罪惡聯盟一員。第三地球的綠箭俠。被火星獵人擊退而被逮捕。 |

## 原聲帶
由詹姆斯·L·維納布爾和克里斯托弗·德雷克負責的電影配樂（數位音樂下載方式），唱片公司是WaterTower Music，發行日期為2010年2月23日。
| Track listing | Track listing | Track listing |
| 曲序          | 曲目 | 时长          |
| ------------- | --- | ------------- |
| 1.            | Break In | 3:13          |
| 2.            | Finish What the Jester Started / Main Title                                                                                                   | 3:24          |
| 3.            | Only Surviving Member / Police Station / Of Course We'll Help                                                                                 | 3:09          |
| 4.            | Headquarters Battle | 4:07          |
| 5.            | Battle in the Sky | 3:59          |
| 6.            | QED Monologue / Crime Syndicate / Made Men / Flash and Jon[sic] Shipyard Battle                                                               | 4:53          |
| 7.            | Sup and Lex Fight Jimmy and Ultraman | 3:07          |
| 8.            | Owlman Multiverse Monologue / President Office Monologue                                                                                      | 2:25          |
| 9.            | Rose Garden and Ultraman Intimidation / Superwoman Toys with Bats / Batman Pissed at Luthor / Sniper Red Archer / Owlman Gets Quantum Trigger | 4:31          |
| 10.           | Perimeter Breach Watchtower | 5:10          |
| 11.           | Rose and Jon Mindmeld / Owlman's End / Batman Owlman Fight                                                                                    | 4:44          |
| 12.           | Moonbase Intro / Is This Just a Little Too Easy / Moonbase Battle                                                                             | 6:25          |
| 13.           | Teleport | 3:10          |
| 14.           | Jon Says Goodbye / Johnny Burns Out / Cavalry                                                                                                 | 3:37          |
| 15.           | Ending / End Credits | 4:04          |
| 总时长：      | 总时长： | 57:58         |

## 故事線來源
本片靈感是從1964年加德納福克斯的《美國正義聯盟》腳本第29-30題為《第三地球危機！》和2000年的格蘭特莫里森《正義聯盟：地球-2》 故事線，一個英雄雷克斯·路瑟（Lex Luthor）從另一個宇宙正義聯盟的世界，請求幫助打擊罪惡聯盟。這部電影是第七在DC宇宙原創動畫電影線，由華納首映和華納兄弟動畫發行。兩盤的特別版還包括《DC Showcase: The Spectre》的動畫短片。

## 評價
《正義聯盟：兩面夾擊》得到了一個積極的評價。「表示是世界上最好...」，本片可說是Dwayne McDuffie的動畫最好的一部作品之一，它的故事讓人想起了製作動畫之前，那段輝煌的工作，故事讓導演山姆·劉和勞倫·蒙哥馬利表示是部值得一看再看。

## 外部連結
- 互联网电影数据库（IMDb）上《正義聯盟：兩面夾擊》的资料（英文）
- 官方网站
- Justice League: Crisis on Two Earths @ The World's Finest （页面存档备份，存于）